# Eilema alluaudi
Eilema alluaudi là một loài bướm đêm thuộc phân họ Arctiinae, họ Erebidae.